# Edenburg
Edenburg is een plaats in de Zuid-Afrikaanse provincie Vrijstaat. Edenburg telde bij de volkstelling in 2011 een totaal van 6460 inwoners. De plaats is 75 kilometer ten zuiden van Bloemfontein gelegen aan de Nationale weg N1. De plaats is op  24 februari 1862 gesticht bij de buitenplaats Rietfontein, alwaar een kerk gesticht mocht worden. Een jaar later werd de plaats erkend en in 1891 als aparte gemeente aangewezen.